# 高里·蘭凱什
高里·蘭凱什（1962年1月29日—2017年9月5日），生於印度卡納塔克邦班加羅爾，是一名新聞從業者出身的活動家。作爲社會與政治領域的評論者，蘭凱什的作品和她對言論自由與新聞道德的畢生支持使其聞名於世。

## 生平
高里·蘭凱什曾在由其父親P·蘭凱什創立的卡納達語周刊《Lankesh Patrike》擔任編輯，也經營有自己的刊物。
2017年9月5日，蘭凱什在其位於班加羅爾城地區的居所遭到致命槍擊，凶手身份未知、動機不明。